# جايسون داف
جايسون داف (بالإنجليزية: Jason Duff) هو لاعب هوكي الحقل أسترالي، ولد في 27 أكتوبر 1972 في ملبورن في أستراليا.

## وصلات خارجية
- جايسون داف على موقع الاتحاد الدولي للهوكي (الإنجليزية)
- جايسون داف على موقع اللجنة الأولمبية الدولية (الإنجليزية)
- جايسون داف على موقع أوليمبيديا (الإنجليزية)
- جايسون داف على موقع اللجنة الأولمبية الأسترالية (الإنجليزية)